# Vello Jürna
Vello Jürna   (Väike-Maarja, 1 de desembre de 1959 - Laulasmaa, 12 de juny de 2007) va ser un cantant d'òpera estonià, solista de l'Òpera nacional estoniana des de 1989.
Va néixer a la família del professor de l'escola Väike-Maarja. Va rebre la seva formació a "Väike-Maarja Secondary School" i la "Tallinn Music School". Va continuar els seus estudis al Conservatori Estatal de Tallinn el 1985–1991, principalment sota la supervisió de Hendrik Krumm i Ivo Kuuse. Posteriorment va estudiar a l'Academia Verdiana a Itàlia, on va ser supervisat per Carlo Bergonzi.
Durant els anys de l'escola de música, Vello Jürna va començar a cantar al "National Academic Male Choir". Va parlar amb el seu llavors professor Raimond Alango per actuar-hi. Des del 1987 actua al cor de l'òpera del teatre "Jürna Estònia" i va ser solista amb el mateix teatre des del 1989.
Vello Jürna va interpretar més de 30 papers en l'òpera nacional estoniana. També va actuar com a convidat al teatre Vanemuine, a la "Royal Opera House" d'Estocolm, a l'òpera nacional letona i noruega, a Goteborg, a Oulu i a molts altres teatres d'òpera.
El seu darrer paper principal a l'escenari del teatre estonià va ser el paper del pintor Cavaradossi en l'òpera Tosca de Giacomo Puccini.
Vello Jürna va ser premi de diversos premis musicals. El 1989 va obtenir el primer lloc al Concurs de cantants estonians i el 1992 el Premi del públic al "Concurs Violetti-Valsesia". El 1991 va arribar a la final del concurs Pavarotti de Mòdena.